# 대한민국의 영어 공용어화론
대한민국에서는 영어 공용어화에 대한 논의가 몇 차례 있었다.

## 역사
현재 대한민국 초등학교·중학교·고등학교에서 영어를 제1 외국어로서 의무적으로 가르치고 있다.
대한민국의 영어 공용화를 가장 처음으로 공론화한 사람은 소설가 복거일이다. 1998년 복거일은 책 《국제어 시대의 민족어》를 통해 세계화를 위해서는 민족주의와 민족의 언어를 버려야 한다고 하면서 한국어 대신 ‘국제어’의 위치에 있는 영어를 대한민국의 공용어로 채택해야 한다고 주장하며, 이를 반대하는 것은 폐쇄적 민족주의라고 비판했다. 이것이 조선일보를 통해 보도되면서 찬반 논쟁에 불이 붙었다.
2001년 민주당이 제주국제자유도시 추진계획안을 발표하면서 영어를 제주도의 제2공용어로 추진하겠다고 밝혔다. 국립국어연구원과 한글 학회 등이 반대성명을 내면서 항의하자 이 방안은 유보되었다.
2005년 10월 20일 교육인적자원부와 직업능력개발원이 공동 주최한 제2차 국가인적자원개발 기본계획안 공청회에서 인천, 부산·경남 진해, 전남 광양 3개 경제 특구와 제주국제자유도시에서 영어를 공용어로 사용하는 방안을 밝혔다.

## 찬성 여론의 주장
대부분의 찬성 여론은 경제성을 강조한다. 세계화시대에 한국어만을 고집하는 것은 바람직하지 못하다고 주장한다. 영어를 공용어화하면 영어로 인한 사교육 부담이 줄어들어 골칫거리였던 영어 사교육비가 줄어들 것이라 전망한다. 또한, 영어 공용어화 때문에 민족의 정체성과 문화가 사라진다고는 보기 힘들며, 언어는 자민족의 필요에 따라 선택할 수 있음을 강조한다.
찬성론자들은 또한 영어가 한국어 어휘나 표현상의 한계를 보완해 줄 수 있다고 생각하며, 이에 따라 한국어도 같이 존속할 수 있다고 주장하기도 한다. 또한, 오직 한국어만을 공용어로 인정하는 것은 닫힌 민족주의고, 국가 발전을 막는 요소가 될 수 있다며 비난하기도 한다.

## 반대 여론의 주장
반대론자들은 초등학교와 중학교에서는 영어를 배우고 가르치고 있으며, 현재 대한민국은 사회 진출에 있어 종교보다도 신성한 것이 영어라는 것을 들어 비판한다. 언젠가 미국의 시사잡지에서는 한국의 종교는 영어다라고 비꼬기도 할 것, 대한민국은 영어를 짝사랑하지만 정작 영어권에서는 비아냥거리고 있다고 할 것을 들어 비판한다.
미국중앙정보국(CIA)에서 나온 세계사실서(World factbook)에 보면 영어를 '중고교에서 많이 가르치고 있음'이라고 기록하고 있는데, 전 세계 191개 독립국 항목을 찾아봐도 이런 표현은 대한민국이 유일하다고 한다.
또한 복거일이 주장한 메트카프 논변과 히브루 복원 논변은 논리상으로 문제가 있음을 지적하기도 한다.덧붙여 영어를 공용어화 하면 민족의 정체성이 흐려질 수 있다고 우려하기도 하며, 만약 미국보다 중국이 더 강성해 지면 중국어를 공용어화할 것인가로 논박하기도 한다.
게다가 찬성여론에서 주장한 영어 사교육비 문제는 오히려 영어 공용화로 인해 영어 열풍이 더 거세져 전혀 나아지지 않을 것으로 전망하지 않는 견해도 있다. 영어를 잘하는 계층과 그렇지 못한 계층 간의 격차도 심해지고 영어를 잘 못하는 구세대와 잘 구사하는 신세대와의 갈등도 반대 이유로 내세운다.

## 같이 보기
- 영어 마을
- 국립국어원
- 한글전용과 국한문혼용